# Elaeocarpus retakensis
Elaeocarpus retakensis är en tvåhjärtbladig växtart som beskrevs av M. J. E. Coode. Elaeocarpus retakensis ingår i släktet Elaeocarpus och familjen Elaeocarpaceae. Inga underarter finns listade i Catalogue of Life.